# Bębenek baskijski

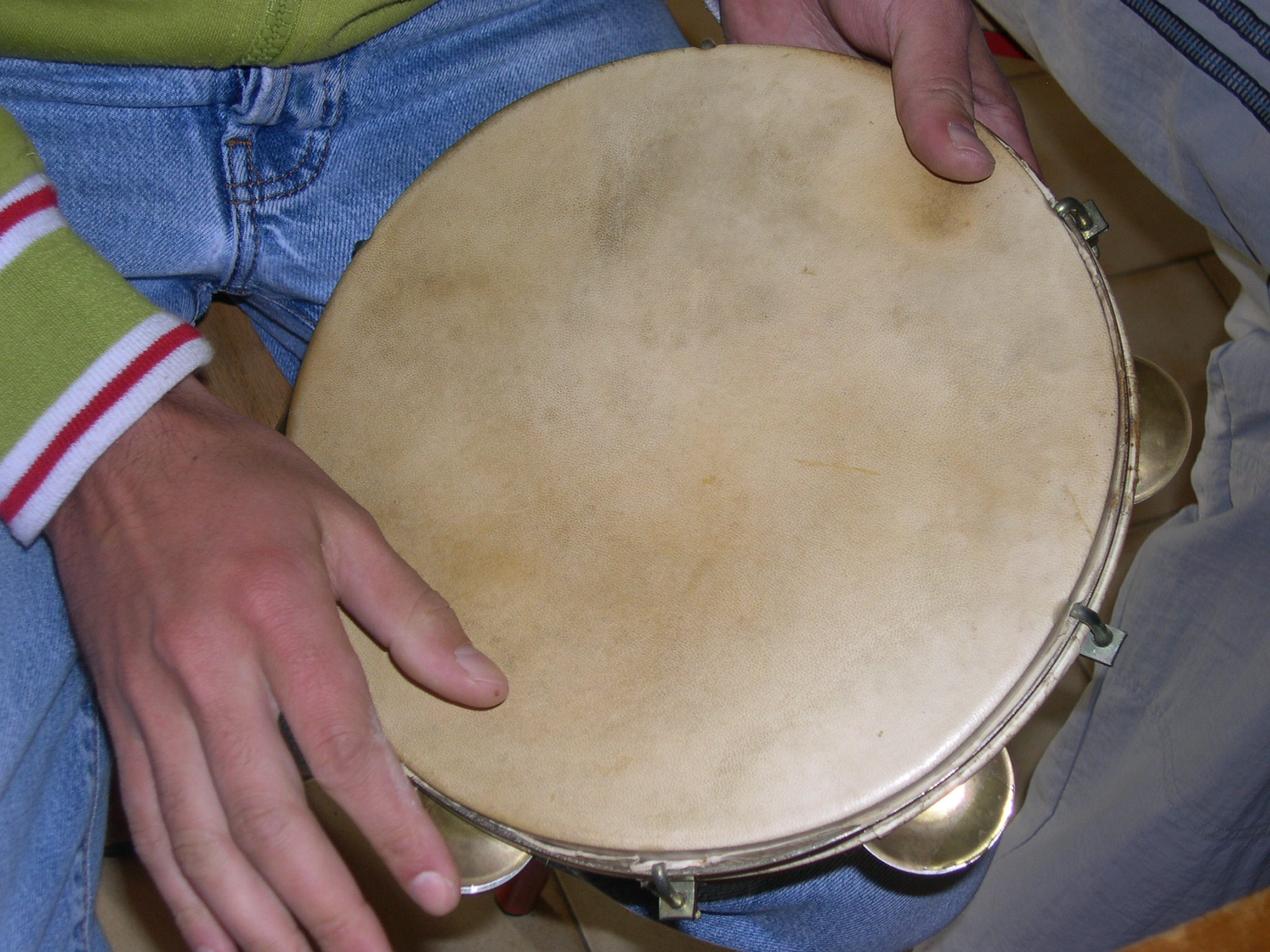
Tamburyn

Bębenek baskijski, tamburyn (wł. tamburino, tamburello basco lub tamburo basco, skrót: tmbno., tmb. basco) – instrument perkusyjny z grupy membranofonów o nieokreślonej wysokości dźwięku.

## Budowa i techniki gry
Składa się z drewnianej (czasem metalowej) obręczy, na którą naciągnięto z jednej strony skórę. Na poprzeczkach umieszczonych w otworach wydrążonych w obręczy zawieszone są ruchome blaszki (czasem również dzwoneczki), które nadają temu instrumentowi charakterystyczny dźwięk. Na bębenku baskijskim gra się uderzając lub pocierając jego membranę, bądź potrząsając całym instrumentem.

## Historia i zastosowanie
Wbrew nazwie nie pochodzi od Basków, ale przywędrował do Europy z Azji, w okresie średniowiecza. Szybko stał się popularny, zwłaszcza wśród żonglerów. Około roku 1800, po udoskonaleniu (zastosowaniu śrub), pojawił się w orkiestrach wojskowych. Najczęściej używany w muzyce tanecznej oraz w celach kolorystycznych w operze (np. Georges Bizet). Nabrał też znaczenia w muzyce XX w. wraz z usamodzielnieniem się orkiestrowej sekcji instrumentów perkusyjnych.

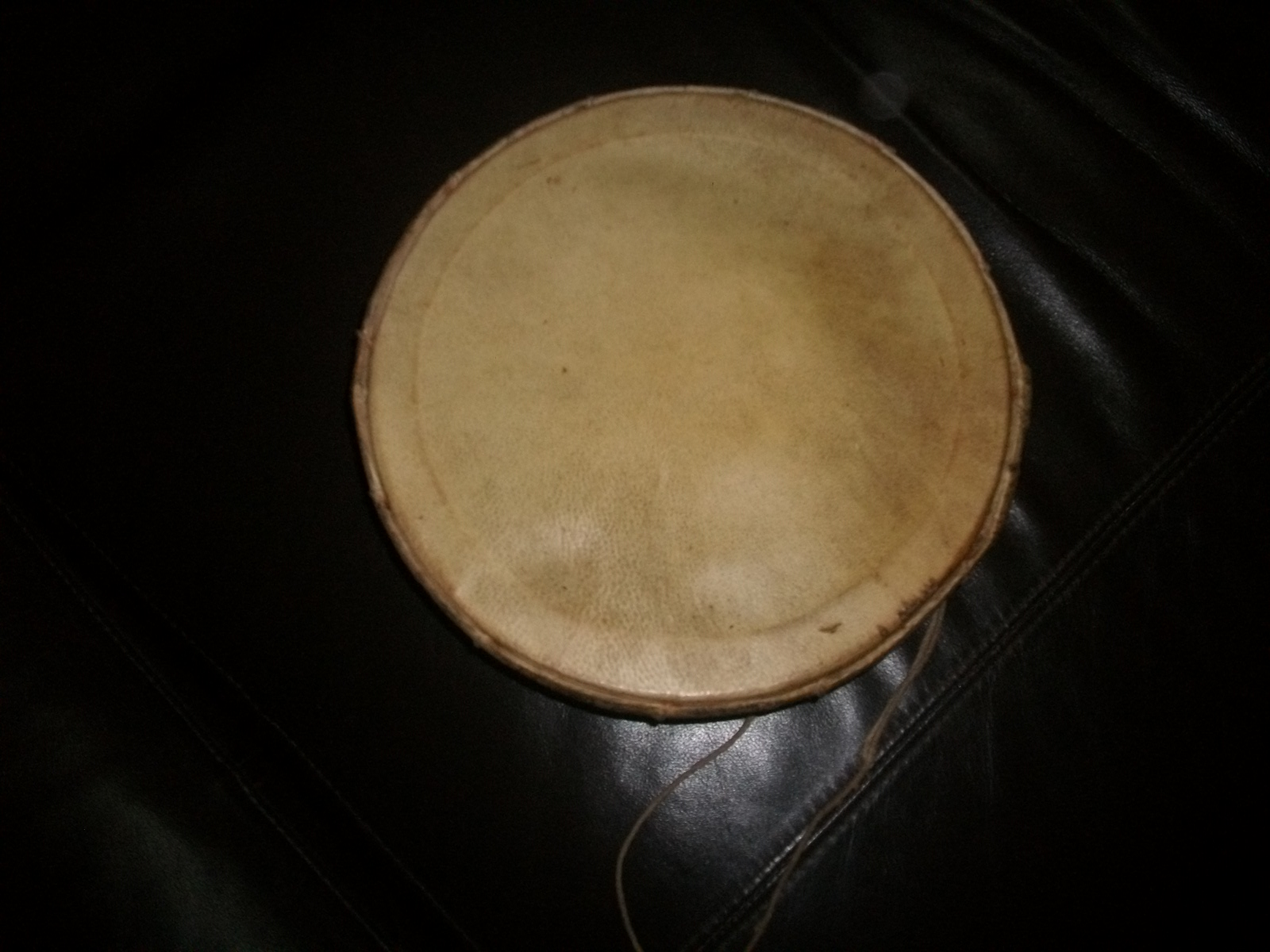
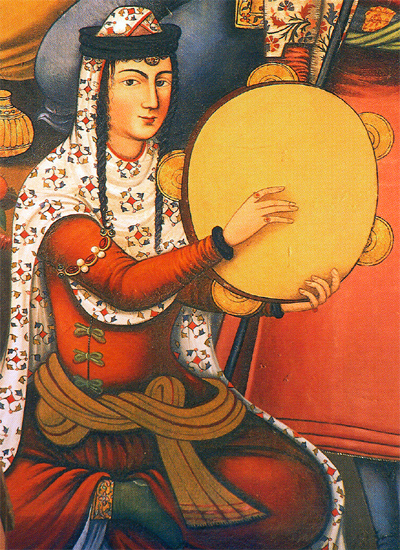
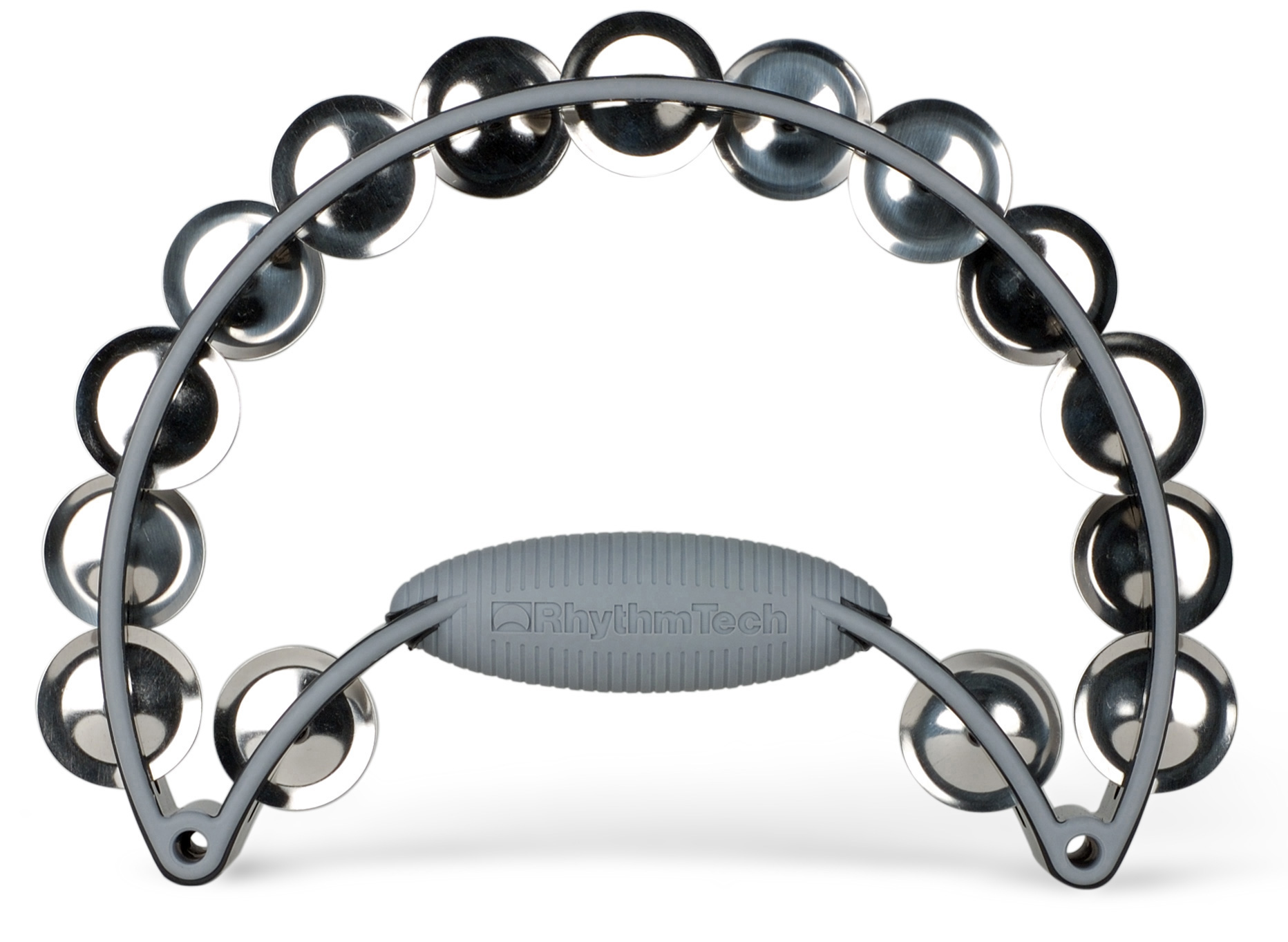